# Kuah
Kuah – miasto w Malezji w stanie Kedah. W 2000 roku liczyło 20 997 mieszkańców.